# Supercoppa di Croazia 1994
La Supercoppa di Croazia 1994 è stata la 3ª edizione di tale competizione. La partita di andata si è disputata il 24 luglio 1994 allo Stadio Poljud di Spalato, mentre la partita di ritorno si è disputata il 31 luglio 1994 allo Stadio Maksimir di Zagabria . La sfida ha visto contrapposti la Hajduk Spalato campione di Croazia, e la Dinamo Zagabria, trionfatore nella Coppa di Croazia 1992-1993. L'Hajduk Spalato, grazie ad un punteggio di 4-3 maturato ai rigori, ha sollevato per la terza volta nella sua storia questo trofeo.

## Tabellino

### Andata
| Arbitro: | Ivan Vranaričić (Đakovo) |

|            |           |  |
| Mornar 43’ | Marcatori |  |

### Ritorno
| Arbitro: | Željko Širić (Osijek) |

|                                              |                      |                                            |
| Cvitanović 68’ (rig.)                        | Marcatori            |                                            |
| Cvitanović Šašivarević Pamić Halilović Ladić | Tiri di rigore 3 – 4 | Andrijašević Rapaić Meštrović Vukas Štimac |